# Band Ceará
Band Ceará é uma emissora de televisão brasileira sediada em Fortaleza, capital do estado do Ceará, que opera no canal 20 (21 UHF digital). Emissora própria da Band, entrou no ar em 1.º de junho de 2020 para dar cobertura à rede no Ceará após o fim das atividades da NordesTV, sua afiliada desde 2015. O sinal da emissora em Fortaleza é uma retransmissão gerada em São José de Ribamar, no Maranhão, no canal 27 UHF digital, cedido pela Band Maranhão.

## História
O sinal da Band começou a ser transmitido no Ceará em 1978 através da então TV Uirapuru de Fortaleza, atual TV Cidade, tendo a afiliação durado até 1987, quando a emissora passou a retransmitir a programação do SBT. Em 1990, a Band voltou a ser exibida em Fortaleza pela TV Jangadeiro, que em 1999 trocou a afiliação pelo SBT. A partir dali a programação da rede foi transmitida pelo canal 20 UHF, que de 2008 a 2012 repetiu o sinal da Band Nordeste.
Em 2012 o Sistema Jangadeiro de Comunicação, grupo ao qual pertence a TV Jangadeiro, lançou a NordesTV, sediada em Sobral, que começou a operar em Fortaleza pelo canal 20 UHF e retransmitir o SBT, enquanto a TV Jangadeiro tornou-se afiliada à Band novamente. Com o posterior deslocamento da NordesTV em Fortaleza para o canal 27 UHF, o 20 foi ocupado pela Rede 21, do Grupo Bandeirantes de Comunicação. Em 2015 houve uma troca de afiliação entre a TV Jangadeiro, que retomou a afiliação ao SBT, e a NordesTV, que passou a retransmitir a Band através dos canais 20 UHF analógico e 21 UHF digital. Posteriormente, o 27 UHF analógico foi desativado e concessionado ao Sistema Jangadeiro, que o arrendou à TV Evangelizar.
Em 27 de maio de 2020 o Grupo Bandeirantes de Comunicação anunciou o lançamento da Band Ceará para ocupar o canal 21 UHF digital de Fortaleza, de propriedade do conglomerado, por qual era retransmitida a NordesTV, que teria suas atividades encerradas; em Sobral, sua cidade-sede, a emissora tinha geração pelo canal 48 UHF, que passaria a repetir a TV Jangadeiro.
A NordesTV foi substituída na capital pela Band Ceará na madrugada de 1.º de junho, sendo uma retransmissão do sinal gerado desde 17 de junho de 2020 em São José de Ribamar, no estado do Maranhão, pelo canal 27 UHF digital, por qual operava até então a Band Maranhão, que seguiu com uma repetidora na capital São Luís. Seu sinal havia sido carregado dias antes no satélite Star One C3 para a realização de testes. Lançada retransmitindo a programação da Band e atrações de outras filiadas da rede, a emissora passou a gerar conteúdo próprio no final de junho. Em abril de 2021 inaugurou sua sede no Salinas Shopping, no bairro Edson Queiroz, em Fortaleza.
Em março de 2024 a Band Ceará lançou o portal de notícias Iband CE, e em maio o estúdio de seus programas foi ampliado após uma reforma na sede.

## Programas
Jornalismo
A primeira produção local da Band Ceará, no final de junho de 2020, foi o Minuto Band, pequeno informativo com reportagens sob responsabilidade de uma produtora independente de Pernambuco exibido nos intervalos comerciais. Posteriormente foram lançadas versões locais de programas nacionais da Band: em 2021 estreou o Brasil Urgente Ceará, inicialmente apresentado por Ferreira Aragão e depois por sua filha Ester Aragão, e ao longo de 2022 entraram no ar o Band Cidade, inicialmente com Franciane Amaral e depois com Adriana Dias, o Boa Tarde Ceará, com Gleudson Rosa, que tornou-se Boa Tarde Nordeste, e o Band Entrevista, com Rogério Gomes. Também chegou a ser exibido em 2022 o Bora Ceará, com Nilson Fagata, encerrado pouco tempo depois.
Entretenimento
Em agosto de 2020 a Band Ceará estreou, na faixa matinal dos sábados, o programa de variedades Ligados, com apresentação de Naiara Barroso e Lucas Vieira, que ficou no ar até o segundo semestre de 2021. De agosto de 2021 a julho de 2022 foi exibido, também nas manhãs de sábado, o Atualizando, com Missilene Xavier. No ar desde junho de 2022, o Vem com a Gente, na programação vespertina diária, foi apresentado por Nilson Fagata até maio de 2023, tendo sido substituído pelo humorista Romualdo Cruz. Em setembro foram lançados o Vai Dar Praia, nas manhãs de sábado, inicialmente apresentando por Júnior Leal, que em janeiro de 2023 passou a ser comandado por Lucas Vieira e teve seu nome mudado para Vai Dar Bom, e o IN Connection, também exibido nas manhãs de sábado, com Pompeu Vasconcelos.
Em abril de 2024 estreou nas manhãs de sábado o Uplay, com Matheus Barros, até então exibido na TV Diário. No mês seguinte estreou nas tardes de segunda a sexta-feira a versão local do Band Mulher, apresentada por Fernanda Nepomuceno. No fim de março de 2025 o Vem com a Gente foi encerrado em virtude de mudanças na programação da rede que impactaram na grade local.
Esportes
Em março de 2022 a Band Ceará estreou o Jogo Aberto Ceará, versão do programa nacional com Ana Cláudia Andrade. No fim do mesmo ano a emissora chegou a exibir o podcast sobre futebol Cromoscast, apresentado por Kaio Cézar. Em dezembro de 2023 foi transmitido o Aquibancada na Band, programa de retrospectiva dos clubes de futebol cearenses com apresentação de Carlos Henrique Costa e comentários de Washington Nogueira e Armando Carvalho. O esportivo foi fixado na programação de sábado da emissora em janeiro de 2024.
Outros
Aos sábados a Band Ceará exibe produções independentes que também vão ao ar em outras filiais da rede.
Em maio de 2023 a emissora transmitiu um programa comemorativo sobre os 50 anos da Universidade de Fortaleza, e no mês seguinte firmou uma parceria com a Assembleia Legislativa do Estado do Ceará para veicular documentários e programas especiais produzidos pela TV Assembleia. Em setembro de 2024 estrearam os programas Conexões Empreendedoras, com Flávia Bezerra, nas manhãs de sábado, e Agro na Band, com Ravi Porto, nas manhãs de domingo.